# Jota1 Scorpii
Jota¹ Scorpii (ι¹ Sco) – gwiazda w gwiazdozbiorze Skorpiona, znajdująca się w odległości około 1930 lat świetlnych od Słońca.

## Charakterystyka
Jest to nadolbrzym należący do typu widmowego F2, który leży na niebie w pobliżu innego nadolbrzyma Jota² Scorpii – gwiazdy te znajdują się jednak w różnych odległościach od Słońca i nie są związane. Jota¹ Scorpii jest 29 tysięcy razy jaśniejsza od Słońca i nieco gorętsza od niego (6700 K). Z pomiarów tych wynika, że promień tej gwiazdy to 125 promieni Słońca, a masa jest 12 razy większa niż masa Słońca. Obliczona jasność jest zbyt niska jak na nadolbrzyma typu Ia, co sugeruje, że gwiazda może znajdować się w większej odległości niż się obecnie ocenia (odległość jest znana z dużą niepewnością) i w rzeczywistości być jeszcze większa i masywniejsza. Jota¹ Scorpii przekształca się w czerwonego nadolbrzyma. Obecnie traci masę w tempie jednej dziesięciomilionowej masy Słońca na rok, ponad milion razy większym niż tempo wypływu masy ze Słońca. W przyszłości wybuchnie jako supernowa.
Jota¹ Scorpii ma towarzysza, składnik B odległy o 37,9 sekund kątowych, o wielkości 13m (pomiar z 2000 r.). Jeśli jest on związany grawitacyjnie z nadolbrzymem, to jest to żółto-biały karzeł typu F, odległy od głównej gwiazdy o co najmniej 20 000 au i okrążający ją w czasie co najmniej 800 tysięcy lat.